# Walter Aston

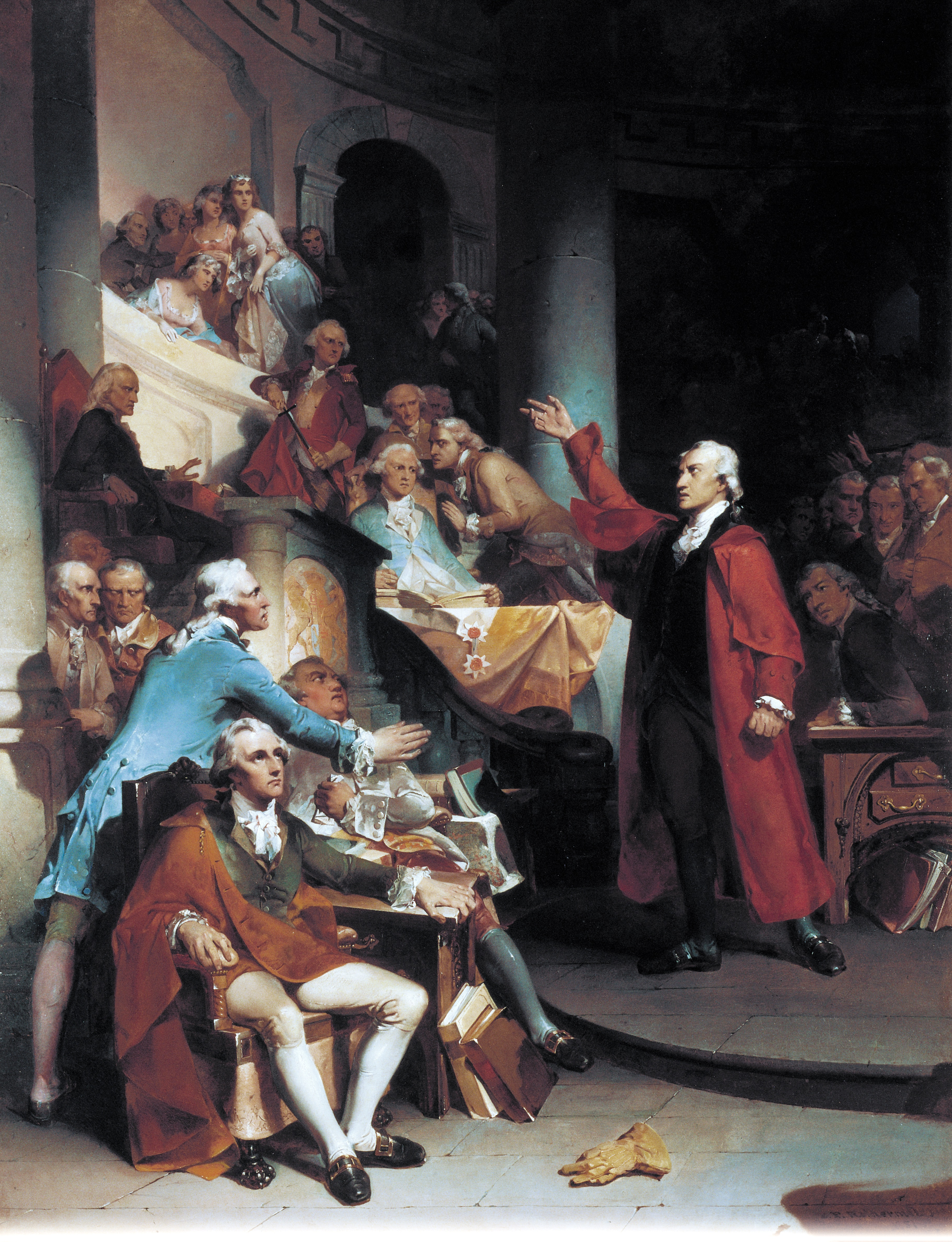
House of Burgesses 1851

Walter Aston, född 1606, död 6 april 1656, var medlem av Virginia House of Burgesses i början av 1600-talet.
Aston var född i England och kan härstamma från Astons of Staffordshire. Han bodde på Shirley Hundred Island (numera Eppes Island), the Colony of Virginia. Aston representerade Shirley Hundred Island första perioden 1629 till 1630. Därefter var han medlem av of the Virginia House of Burgesses från 1631-1632, 1632-1633, 1641, 1642-1643.
USA:s tidigare president George H. W. Bush och George W. Bush härstammar från Lt. Col. Aston genom sin dotter Mary som gifte sig Col. Cocke.